# Musée du rhum de Sainte-Rose
Pour les articles homonymes, voir Musée du rhum.
Le musée du rhum de Sainte-Rose (Guadeloupe, France) explique la fabrication et les cycles du rhum.

## Description

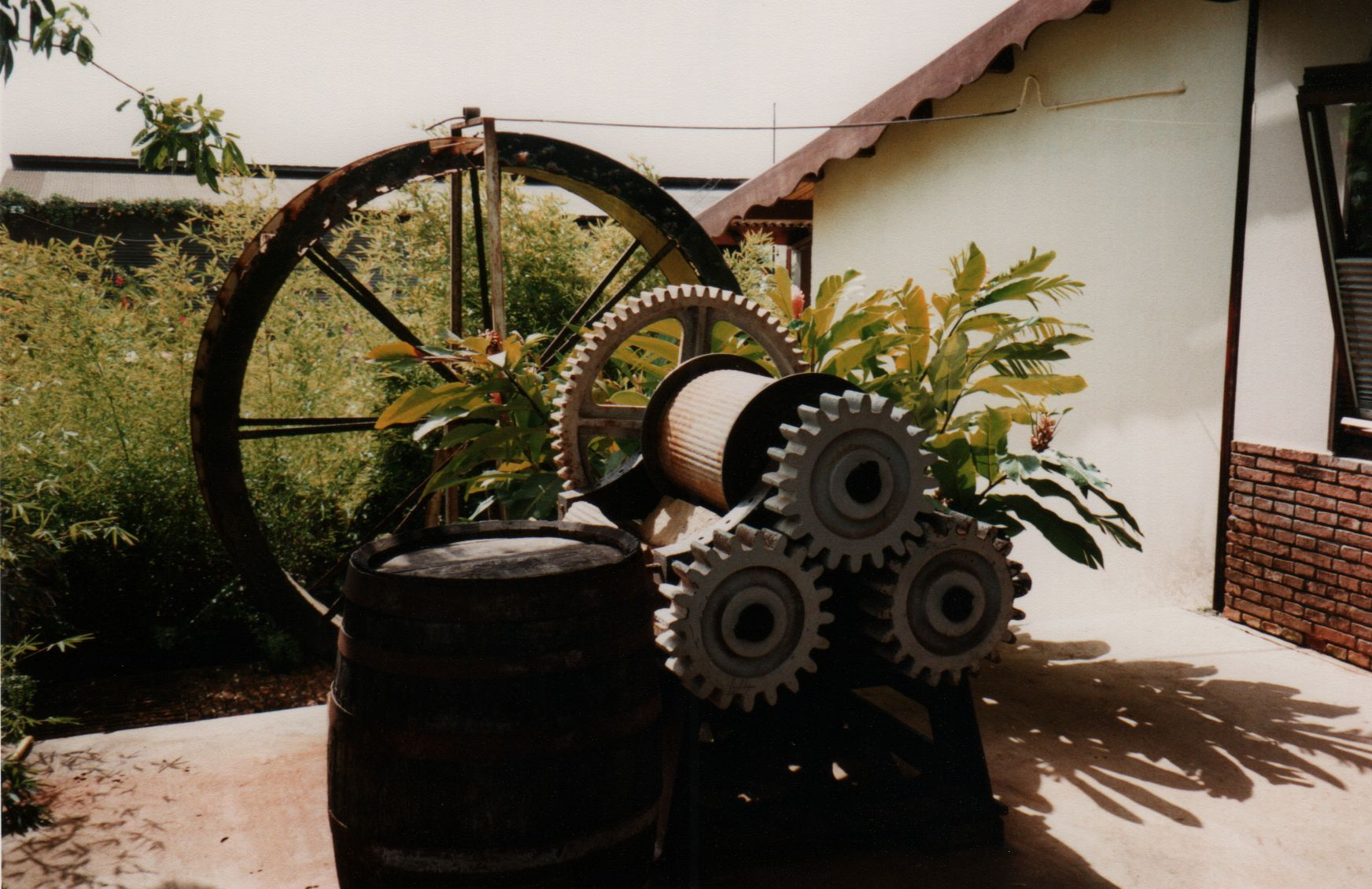
Ancienne broyeuse de cannes à sucre avec roue à aubes

Sur le domaine de la distillerie Reimonenq, le musée retrace trois siècles d'histoire sur les différentes étapes de fabrication du rhum :
- broyage (d'hier et d'aujourd'hui);
- fermentation ;
- distillation (de l'alambic traditionnel à la colonne à distiller).

Le musée permet également de voir différents outils, matériels et objets du passé liés au rhum tels que broyeurs, alambics et machettes.
Deux autres galeries exposent une collection de 5 000 insectes du monde et quarante maquettes de grands voiliers des siècles passés.
Sur le domaine est également produit un rhum appelé cœur de chauffe.